# Jacob Walton
Jacob Walton   ( - p. 15 de juliol de 1743) va ser un matemàtic irlandès.

## Vida i obra
Res es coneix de la seva vida, fins al punt que el seu nom, Jacob, està extret de registres parroquials que podrien ser inexactes, ja que ell va signar les seves publicacions amb el nom de J. Walton.
Walton és recordat per haver publicat un assaig amb el títol de A Vindication of Sir Isaac Newton's Principles of Fluxions, defensant el newtonianisme, en contra de le la concepció de les matemàtiques de George Berkeley. Walton no va reconèixer que Berkeley no admetia les quantitats infinitament petites i, conseqüentment, tampoc podia entendre com es podia treballar amb proporcions de quantitats que ja havien desaparegut. Berkeley va respondre el seu text amb comentaris irònico-agressius, en una actitud que avui es podria qualificar de trolling.